# Лангина, Антонина Леонидовна
Антонина Леонидовна Лангина (Захарова, урожд. Бабарико) (7 июля 1959 года, Орша, Белорусская ССР, СССР) — советская, белорусская и российская шашистка, шашечный деятель. Чемпионка мира по русским шашкам 2003 года и 2005 года (блиц), серебряный призёр чемпионата мира по версии МАРШ 2002 года. Пятикратная Чемпионка Белоруссии по русским шашкам, многократная чемпионка и призер чемпионатов России по русским шашкам в личном и командном зачете, гроссмейстер России (1999), международный гроссмейстер (2003).

## Биография
В 1976 году окончила СШ № 3 города Орши. Любимым предметом в школе была математика. Начала заниматься шашками в 1974 году в Оршанском Доме пионеров. В 1981 году окончила Минский радиотехнический институт и по распределению приехала в Витебск, работала инженером-конструктором на Витебском телевизионном заводе.
В 1992-94 г.г. была спортсменом-инструктором, членом национальной сборной по шашкам в Госкомспорте Республики Беларусь.
С 1988 по 1993 год тренировалась у Геннадия Хацкевича.
Многократная чемпионка Витебской области по русским и стоклеточным шашкам среди женщин, 5-ти кратная чемпионка Белоруссии по русским шашкам среди женщин, бронзовый призер кубка СССР в составе команды Белоруссии 1989 года, бронзовый призер чемпионата СССР среди профсоюзов 1990 года, победительница и призер крупных всесоюзных и международных турниров. Мастер спорта СССР с 1989 года.
С 1994 года проживает в Санкт-Петербурге, тренируется у Владимира Лангина.
Чемпионка мира по русским шашкам 2003 года и 2005 года (блиц), серебряный призёр чемпионата мира по версии МАРШ 2002 года, чемпионка и призер чемпионатов Европы по шашкам-64 среди клубных команд в составе команд «Сияние Севера», «Клуб им. Чигорина». Многократная чемпионка и призер чемпионатов России по русским шашкам в личном и командном зачете, 11-кратная чемпионка Санкт-Петербурга по русским и стоклеточным шашкам среди женщин.
С 2004 года работает в СДЮСШОР по шахматам и шашкам Санкт-Петербурга, тренер-преподаватель высшей категории.
С 1997 года работает ответственным секретарём Федерации шашек Санкт-Петербурга. С 2014 года - генеральный секретарь Международной федерации шашек.
Гроссмейстер России (1999), международный гроссмейстер (2003).
Международный арбитр  , спортивный судья всероссийской категории (Приказ № 197-нг от 26 декабря 2016 г. «О присвоении квалификационной категории «Спортивный судья всероссийской категории»).

## Награды
- Знак «Отличник физической культуры и спорта» (30.12.1999)
- Нагрудный знак «За заслуги в развитии физической культуры и спорта Санкт-Петербурга» и премия Правительства Санкт-Петербурга "За вклад в развитие физической культуры и спорта Санкт-Петербурга" (25.08.2016) [5]
- Медаль ордена «За заслуги перед Отечеством» II степени (30 января 2020) — за заслуги в развитии физической культуры и спорта, многолетнюю добросовестную работу[6].